# زمین‌لرزه ۱۸۵۹ شماخی
زمین‌لرزه ۱۸۵۹ شماخی (انگلیسی: 1859 Shamakhi earthquake)  زمین‌لرزه‌ای در تاریخ ۱۱ ژوئن ۱۸۵۹ میلادی در ناحیه فرمانداری باکو (جمهوری آذربایجان کنونی) در امپراتوری روسیه، بود که شهر شماخی را لرزاند. شدت این زمین لرزه ۵.۹ ریشتر بوده و خسارات متوسطی برجای گذاشته و همچنین حدود ۱۰۰ کشته برجای گذاشته است.